# Grande Motte (kabelbaan)
Telepherique de la Grande Motte is een kabelbaan in het Franse Tignes, onderdeel van het ski-gebied Espace Killy

## Algemeen
De kabelbaan Grande Motte is de naamgever van de exploitant van de skiliften in Tignes: STGM, wat staat voor Société des téléphériques de la Grande Motte. Deze in 1975 gebouwde baan brengt de passagier naar een hoogte van 3456 meter op de gelijknamige berg Grande Motte. De top van deze berg ligt met 3653 meter bijna 200 meter boven het bergstation.
Het dalstation is bereikbaar via de ondergrondse kabelspoorweg Perce Neige. Het bergstation van deze baan sluit aan op het dalstation van de kabelbaan.

## Technische gegevens
De kabelbaan hangt aan twee dragende kabels per cabine (dus 4 in totaal), een trekkende kabel en de verbindingskabel aan de dalkant. De motorruimte is in het dalstation gebouwd en het bergstation is een open geheel metalen constructie met een platform om in- en uit te stappen en direct daarachter een bijna verticaal opgehangen poelie die, met behulp van zware betonnen gewichten de trekkende kabel omkeert en help op spanning te houden. De dragende kabels eindigen in de betonnen verankering direct achter het bergstation. Het bergstation is onbemand.

### Gondels
De baan bestaat uit twee grote cabines of gondels voor elk 115 passagiers en één conducteur. Beide gondels zijn via de trekkende kabel met elkaar verbonden zodat de trekkende kracht van de dalende lift meehelpt de klimmende lift omhoog te bewegen. Een, qua diameter, kleinere kabel aan de dalzijde van de gondels sluiten de cirkel tussen de gondels.

### Aandrijving
De motorruimte is in het bergstation. Een constructie van poelies, versnellingsbak en katrollen. Er zijn twee groepen elektrische motoren met overbrenging of versnellingsbak. Beide sets zijn tevens voorzien van een ingebouwde hydraulische motor voor noodgevallen. Dit noodsysteem is een dieselhydraulische aandrijving, dus een hydraulische pomp aangedreven door een dieselmotor.